# Pompei
Pompei (nápolyiul Pumpeje) község (comune) Olaszország Campania régiójában, Nápoly megyében. A Pompei területi prelatúra prelátusi székhelye.

## Fekvése
Nápolytól délkeletre fekszik. Határai: Boscoreale, Castellammare di Stabia, Sant’Antonio Abate, Santa Maria la Carità, Scafati és Torre Annunziata.

## Története
A mai Pompei városa elődjének árnyékában alakult ki. A Római Birodalom egyik leggazdagabb városát a Vezúv 79-es kitörése vulkáni hamuja és a lapilli teljesen betemette a környéket lakhatatlanná téve az elkövetkező évszázadokra. Csak a 3–4. században kezdett ismét benépesülni. A kora középkor során a Vezúv további kitörései, a barbár valamint szaracén támadások és a sorozatos maláriajárványok nem kedveztek fejlődésének. A település első temploma, a San Salvatore di Valle, a 11. században épült a Sarno folyó partján, az egykori római város helyétől nem messze. A templom körül kis település alakult ki, amelynek első hivatalos írásos emléke 1511-ből származik: egy pápai bulla a Nolai egyházmegyéhez tartozó plébániaként említi. A területet az évszázadok során számos nemesi család birtokolta. Egy 1662-ből származó plébánosi jelentésből tudni, hogy elnéptelenedett az áradó Sarno folyó miatt. 1740-ben a San Salvatore di Valle-templomot áthelyezték egy kilométerrel távolabb a folyótól, a mai Pompei központjába. Új temploma a Vergine del Rosario 1876 és 1891 között épült fel. A település 1928-ban vált önálló községgé.

## Népessége
A népesség számának alakulása:

## Főbb látnivalói
- Pompeii romvárosa – a Vezúv 79-es kitörésében elpusztult város romjai ma az UNESCO világörökség részét képezik Herculaneum és Torre Annunziata római leleteivel együtt
- Rózsafüzér Királynője-bazilika – 1876 és 1891 között épült a Rózsafüzér Királynőjét ábrázoló ikon otthonaként
- San Salvator-templom – 1740-ben épült

## Képek

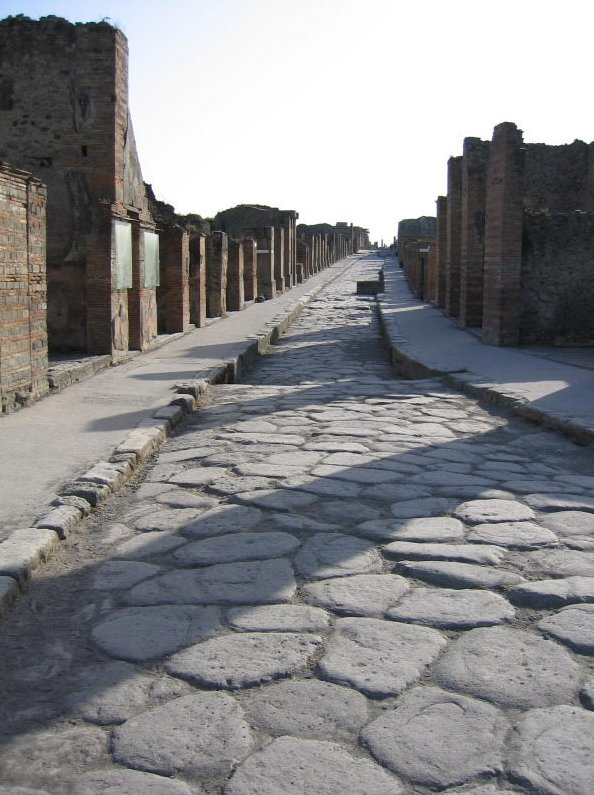
Pompeii főutcája
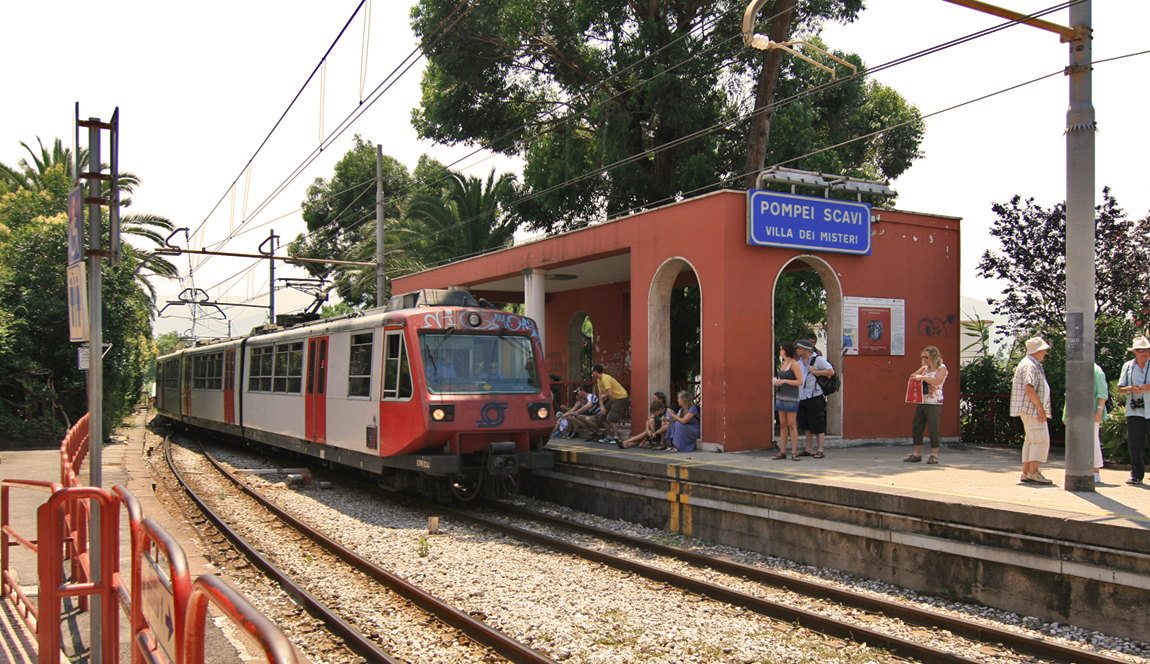
Az ásatások vasútállomása
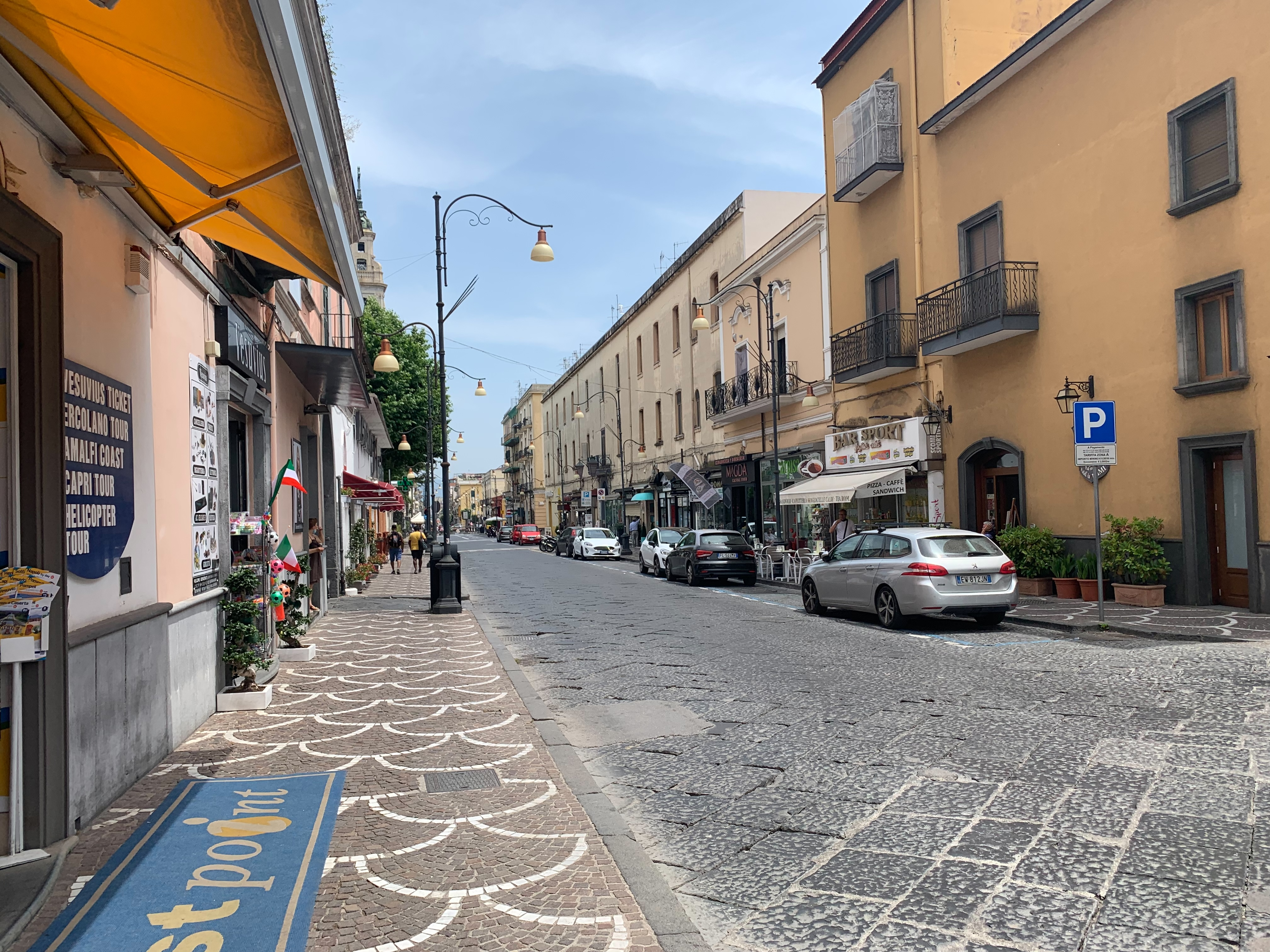
A város mai képe (Via Roma)